# Cupé 2+2

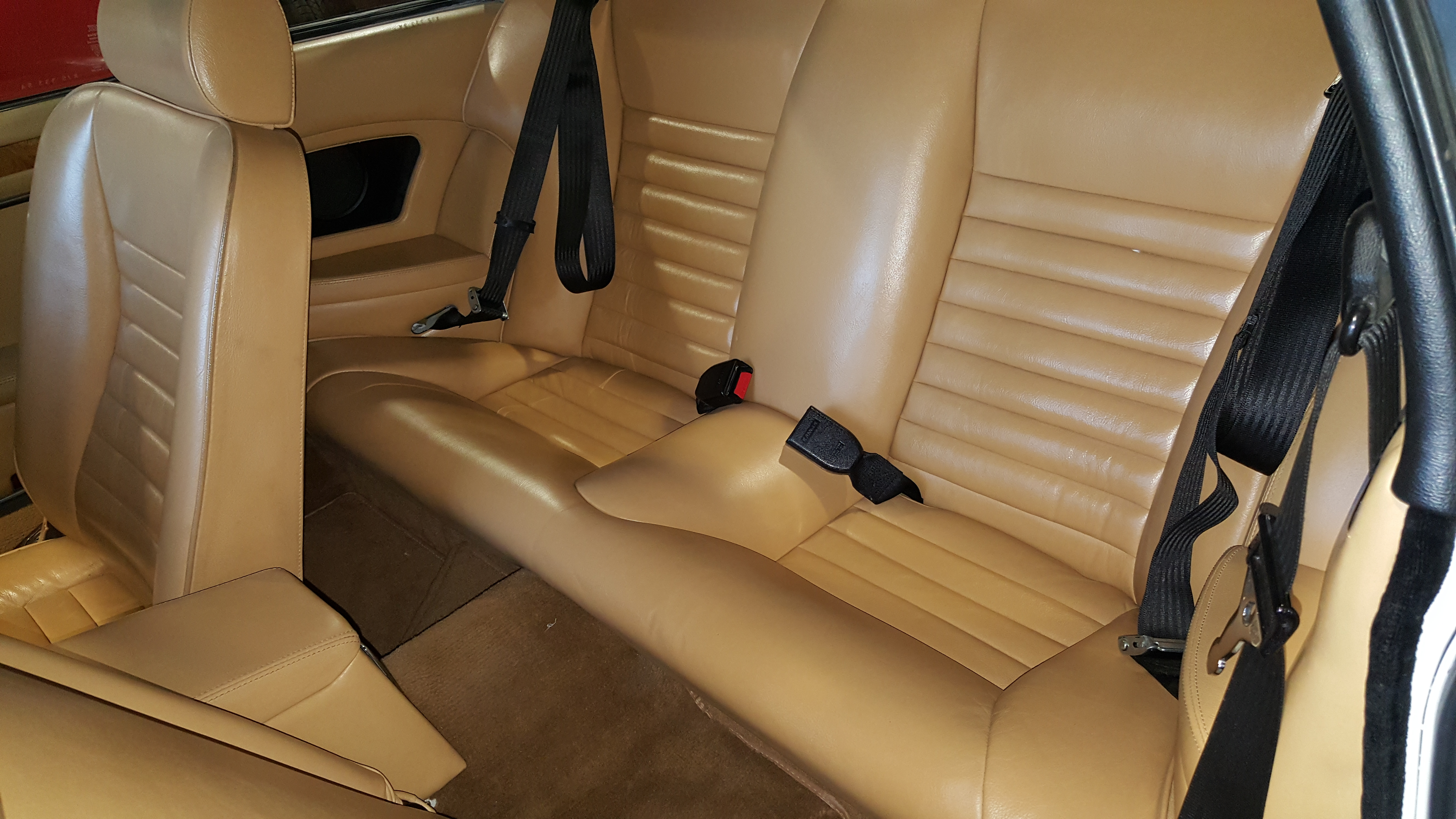
Asientos traseros de un Jaguar XJS HE cupé de 1982

El 2+2 es una versión del estilo de carrocería cupé que tiene dos asientos traseros pequeños para niños o para uso ocasional, junto con dos asientos delanteros para el conductor y el pasajero delantero. Los fabricantes que venden cupés con y sin asientos traseros a menudo comercializan las versiones que incluyen asientos traseros como "2+2"
o como 2-más-2.

## Definición

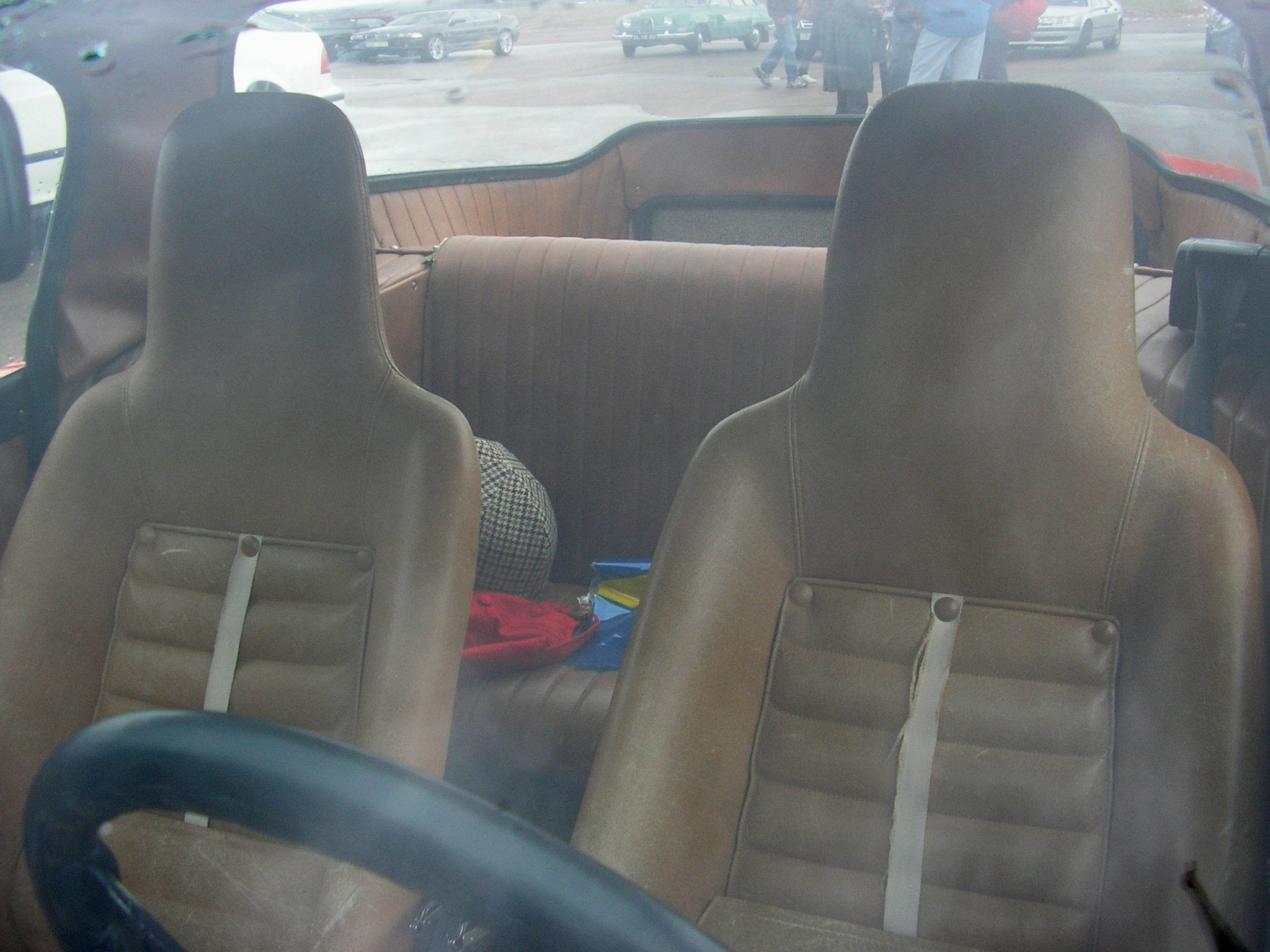
SAAB Sonett Mark II equipado con un asiento trasero, convertido en un 2+2

Por definición, todos los automóviles de la categoría 2+2 tienen dos asientos delanteros y dos asientos traseros. Otras características comunes de los coches 2+2 incluyen el disponer de relativamente poco espacio para los pasajeros traseros y una carrocería cupé con dos puertas.
Aunque muchos coches convertibles, con techo targa y hatchback cumplen con la definición literal de 2+2, rara vez se consideran 2+2.

## Uso
Aunque hay muchos cupés que cumplen con la definición de 2+2, los fabricantes no los describen como tales. Esto se debe a que el término 2+2 se usa con mayor frecuencia para introducir una distinción con los coches de una versión abierta de tan solo 2 asientos del mismo modelo. Ejemplos destacados son los modelos clásicos Jaguar E-Type cupé 2+2 de techo fijo, Lotus Elan 2+2, Nissan 300 ZX 2+2, Chevrolet Monza 2+2, Mustang 2+2 1965-1966 y Pontiac 2+2.
El Mustang Fastback de 1965 y 1966 se comercializó como "Mustang 2+2", porque se incluyó un asiento trasero abatible como equipo de serie, mientras que el Mustang estándar (de dos asientos) tenía un emblema con el rótulo "MUSTANG", el modelo 2+2 tenía un emblema con "MUSTANG 2+2". En 1967, el asiento trasero pasó a ser opcional y se eliminó la designación "2+2".

## Coches comercializados como 2+2
- Audi TT
- BMW Serie 8 E31
- Chevrolet Monza
- Ferrari 330
- Ferrari 365
- Ford Mustang
- Genesis Essentia
- Jaguar E-Type
- Jaguar XK (X150)
- Lexus LC
- Lexus SC
- Lotus Evora
- Nissan 300ZX
- Pontiac 2+2
- Porsche 911
- Toyota 86
- Toyota Soarer
- Seat 1200 Sport
- Maserati GranTurismo